# Lamprotatus caecina
Lamprotatus caecina is een vliesvleugelig insect uit de familie Pteromalidae. De wetenschappelijke naam is voor het eerst geldig gepubliceerd in 1842 door Walker.